# Spigelia pygmaea
Spigelia pygmaea là một loài thực vật có hoa trong họ Mã tiền. Loài này được D.N. Gibson miêu tả khoa học đầu tiên năm 1968.